# Zentralmülldeponie Kornharpen

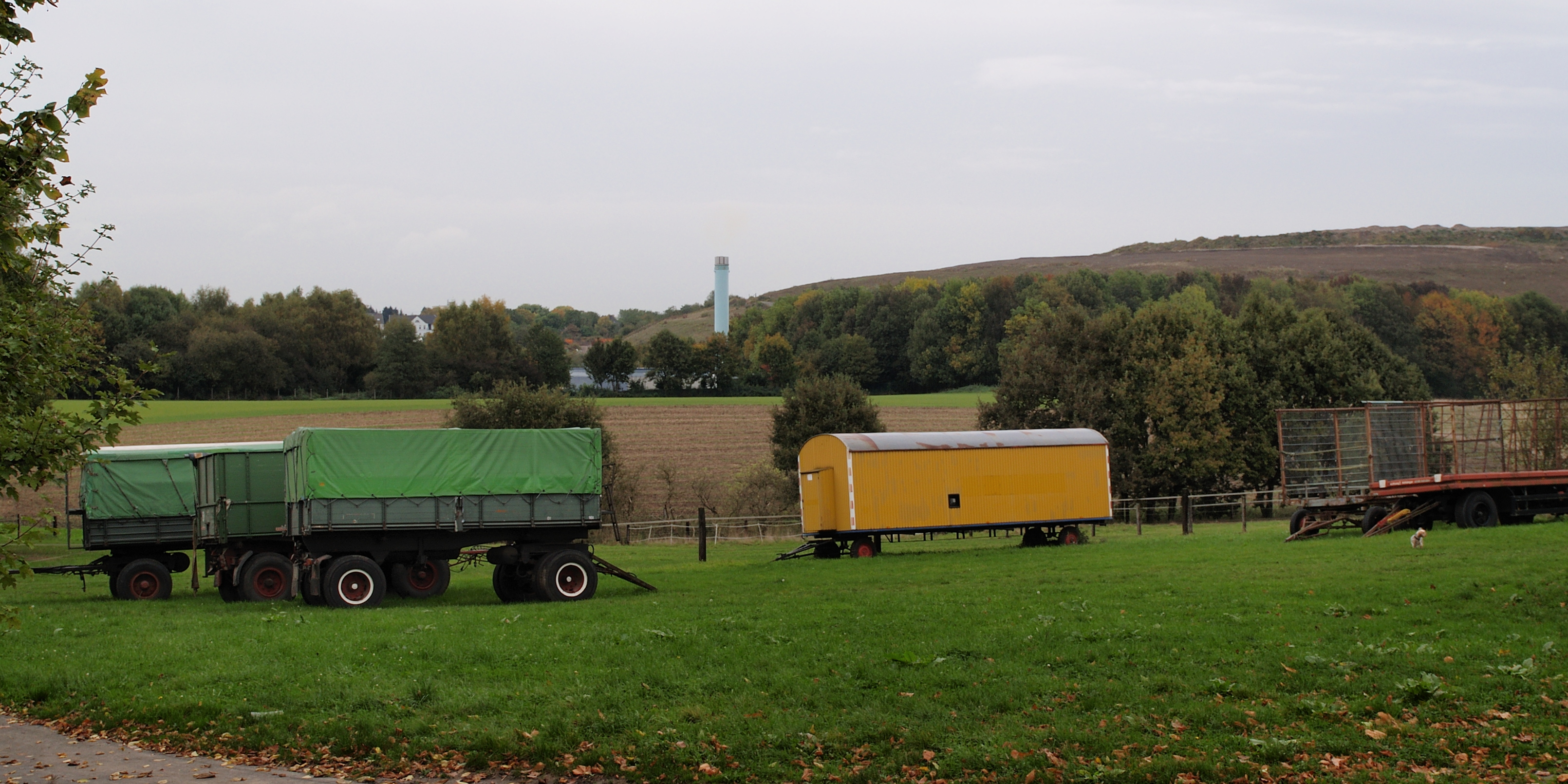
Zentralmülldeponie Kornharpen

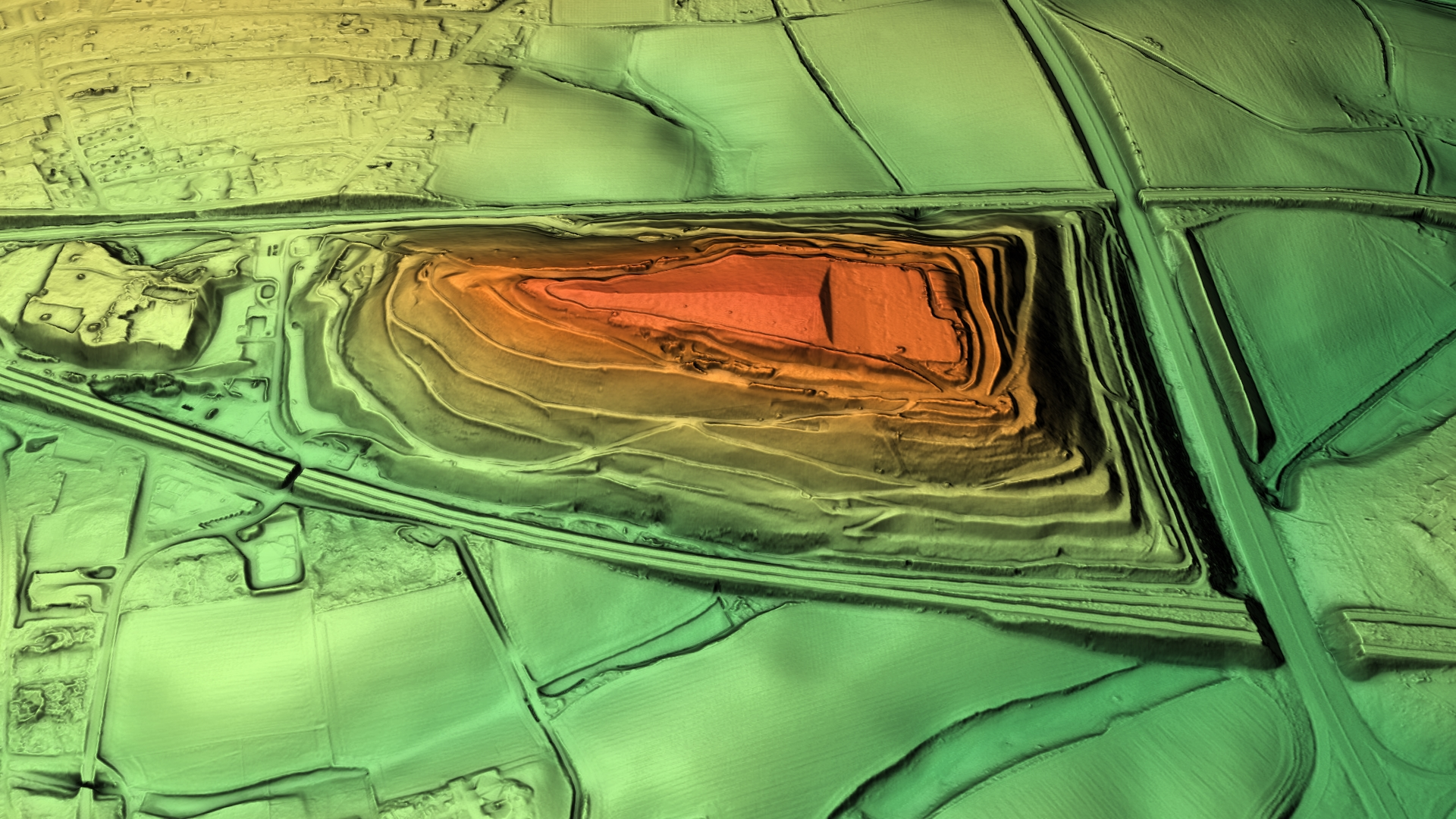
3D-Ansicht des digitalen Geländemodells

Die Zentralmülldeponie Kornharpen ist eine Mülldeponie in Bochum-Kornharpen. In ihr wurden 12,6 Millionen Tonnen Müll deponiert. Betreiber ist der USB Umweltservice Bochum.
Im Jahre 1978 wurde die Bochumer Zentraldeponie eröffnet. Ursprünglich befand sich hier ein Tal mit lehmigen Untergrund, das mit Bauschutt aufgefüllt wurde. Davor befand sich hier die Zeche Caroline. Der Karolinenbach wurde verrohrt und als Abwasserkanal für die Deponie genutzt.
Die Deponie wurde 2009 stillgelegt. Heute befindet sich die Deponie in der Nachsorgungsphase und ist solange noch nicht der Öffentlichkeit zugänglich. In der Müllhalde entstehen 30.000 Kubikmeter Gas täglich. Das Deponiegas wird im Blockheizkraftwerk Kornharpen noch bis 2025 verbrannt. Weitere Bauschuttablagerungen und Asche aus Müllverbrennungen dienen dem Ausgleich von Senkungen. Der Zaun um die Deponie wird bis mindestens 2060 bestehen bleiben. Die Höhe der Deponie wird voraussichtlich bei etwa 150 m NN liegen.
Zu den neuen Projekten zählt auch eine 2,2 Hektar große Photovoltaikanlage im südwestlichen Teil der Halde. Die 10.400 Module liefern insgesamt 800 kWp, die Baukosten betrugen 2,4 Millionen Euro.
Unmittelbar nördlich der Deponie verläuft die Eisenbahnstrecke von Bochum nach Dortmund, östlich die Bundesautobahn 43 und südlich die S-Bahn- sowie die Güterzugstrecke.